# Rugby Americas North M19
El Rugby Americas North M19 es una competición de rugby para selecciones nacionales juveniles pertenecientes a Rugby Americas North.
En 2007 y 2008 fue clasificatorio al Trofeo Mundial de Rugby Juvenil, siendo Jamaica e Islas Caimán los que participaron en Chile 2008 y Kenia 2009 respectivamente.

## Campeonatos
| Edición | Año  | Campeón        | Resultado   | 2º puesto         |
| ------- | ---- | -------------- | ----------- | ----------------- |
| I       | 2006 | Estados Unidos | 86 - 0      | Guyana            |
| II      | 2007 | Jamaica        | 14 - 14     | Guyana            |
| III     | 2008 | Islas Caimán   | 22 - 3      | México            |
| IV      | 2009 | Islas Caimán   | 18 - 8      | México            |
| V       | 2010 | Bermudas       | 18 - 15     | Trinidad y Tobago |
| VI      | 2011 | Islas Caimán   | 8 - 8       | Trinidad y Tobago |
| VII     | 2012 | Islas Caimán   | 20 - 10     | Trinidad y Tobago |
| VIII    | 2013 | Islas Caimán   | 42 - 17     | México            |
| IX      | 2014 | México         | 17 - 10     | Barbados          |
| X       | 2015 | México         | 24 - 0      | USA South         |
| XI      | 2016 | USA South      | 25 - 10     | México            |
| XII     | 2017 | USA South      | 19 - 6      | México            |
| XIII    | 2018 | México         | Robin Round | USA South         |
| XIV     | 2019 | México         | 30 - 20     | USA South         |
| XV      | 2022 | USA South      | 17 - 14     | Jamaica           |
| XVI     | 2023 | USA South      | 18 - 15     | Jamaica           |
| XVII    | 2024 | USA South      | 27 - 14     | Bermudas          |

## Posiciones
- Número de veces que las selecciones ocuparon las dos primeras posiciones en todas las ediciones.

| Equipo            | Campeón | Subcampeón |
| ----------------- | ------- | ---------- |
| USA South         | 5       | 3          |
| Islas Caimán      | 5       |            |
| México            | 4       | 5          |
| Jamaica           | 1       | 2          |
| Bermudas          | 1       | 1          |
| Estados Unidos    | 1       |            |
| Trinidad y Tobago |         | 3          |
| Guyana            |         | 2          |
| Barbados          |         | 1          |

## Serie clasificatoria para el Trofeo Mundial Juvenil
- Desde 2015, se juega una serie clasificatoria al Trofeo Mundial de Rugby Juvenil entre las dos selecciones más fuertes de Rugby Americas North: Canadá y Estados Unidos.

| Edición | Año  | Campeón        | Ida     | Vuelta  | Global  | 2º puesto      |
| ------- | ---- | -------------- | ------- | ------- | ------- | -------------- |
| I       | 2015 | Canadá         | 24 - 23 | 41 - 6  | 65 - 29 | Estados Unidos |
| II      | 2016 | Estados Unidos | 19 -18  | -       | 19 -18  | Canadá         |
| III     | 2017 | Canadá         | 46 - 12 | 25 - 27 | 71 - 39 | Estados Unidos |
| IV      | 2018 | Canadá         | 60 - 22 | 22 - 40 | 82 - 62 | Estados Unidos |
| V       | 2019 | Canadá         | 44 - 33 | 23 - 5  | 67 - 38 | Estados Unidos |
| VI      | 2023 | Estados Unidos | 43 - 21 | 39 - 14 | 82 - 35 | Canadá         |
| VII     | 2024 | Estados Unidos | 33 - 19 | 41 - 21 | 74 - 40 | Canadá         |